# Vanellus lugubris
La pavoncella lugubre (Vanellus lugubris, Lesson, 1826), è un uccello della famiglia dei Charadriidae.

## Sistematica
Vanellus lugubris non ha sottospecie, è monotipico.

## Distribuzione e habitat
Questo uccello vive in Angola, Burundi, Camerun, Costa d'Avorio, eSwatini, Gabon, Ghana, Guinea, Kenya, Liberia, Malawi, Mali, Mozambico, Nigeria, Repubblica del Congo, Repubblica Democratica del Congo, Ruanda, Sierra Leone, Somalia, Sudafrica, Tanzania, Togo, Uganda, Zambia e Zimbabwe. È di passo in Gambia e Senegal.